# Euxoa luctuosa
Euxoa luctuosa är en fjärilsart som beskrevs av Lafontaine 1976. Euxoa luctuosa ingår i släktet Euxoa och familjen nattflyn. Inga underarter finns listade i Catalogue of Life.